# Emiliano Lauzi
Emiliano Lauzi (* 22. September 1994 in Melzo) ist ein italienischer Snowboarder. Er startet in den Freestyledisziplinen.

## Karriere
Im März 2014 machte Lauzi das erste Mal auf sich aufmerksam, als er im Europacup an zwei Tagen zweimal auf das Podest fuhr. Seinen ersten Europacupsieg holte er fast zwei Jahre später im Big Air in Davos.
Am 20. Dezember 2014 gab Lauzi in Istanbul sein Debüt im Weltcup. Im März 2018, über drei Jahre später, fuhr er in Seiser Alm das erste Mal in die Top 10, wobei er den Sprung auf das Podest nur knapp verpasste. Bis Ende 2021 konnte er nur noch einen weiteren Top-10-Platz im Weltcup verbuchen. 
Lauzi stand insgesamt viermal am Start bei Snowboard-Weltmeisterschaften. 2021 fuhr er in Aspen im Big Air mit einem 6. Platz das einzige Mal in die Top 20. 2022 nahm er in Peking das erste Mal an Olympischen Spielen teil. Im Slopestyle-Event erreichte er den 5. Rang. 

## Erfolge

### Olympische Spiele
- Peking 2022: 5. Slopestyle

### Weltmeisterschaften
- Sierra Nevada 2017: 29. Slopestyle
- Park City 2019: 23. Slopestyle
- Aspen 2021: 6. Big Air, 26. Slopestyle
- Engadin 2025: 20. Big Air, 29. Slopestyle